# Исчезнувшие населённые пункты Кемеровской области
Исчезнувшие населённые пункты Кемеровский области — перечень прекративших существование населённых пунктов на территории современной Кемеровской области.
В силу разных причин они были покинуты жителями, или включены в состав других населённых пунктов.
По данным Кемеровостата, в период с 1959 до 2010 года количество сельских населённых пунктов Кузбасса уменьшилось более чем в два раза.
Только в 2024 году упразднены:
разъезд 3669 км Постниковской сельской территории, поселок 324 км Троицкой сельской территории Ижморского административного района;
разъезд Строительный Драченинской сельской территории Ленинск-Кузнецкого административного района;
поселок Барсук Междуреченского административного района;
деревню Малая Щедруха Терсинской сельской территории Новокузнецкого административного района;
поселок Майский Кузбасской сельской территории Прокопьевского административного района;
поселок Яковлевка Полуторниковской сельской территории Тисульского административного района;
деревню Беляковка Акимо-Анненской сельской территории, населенный пункт железнодорожная Будка 3755 км Нововосточной сельской территории, деревню Сертинка Новопокровской сельской территории Тяжинского административного района;
деревню Михайловка Вознесенской сельской территории Яйского административного района;
деревню Нижнешубино и поселок Трактовый Дубровской сельской территории, деревню Воскресенка Шахтерской сельской территории Яшкинского административного района.

## Исчезнувшие сельские населённые пункты

### По районам
- 168 км — посёлок, Тарабаринской сельской территории.[2]
- 246 км — населённый пункт Тарабаринского сельсовета, Промышленновский район
- 326 км — посёлок Троицкого сельсовета Ижморского района[3]
- 3513 км — населённый пункт блокпост, Поломошинский сельсовет, Яшкинский район
- 3778 км ж\д будка (Кедрач), Тяжинский район
- 516 км — разъезд, Каларский сельсовет, Таштагольский район, административно подчинён администрации города Таштагола[3]
- 521 км — разъезд, Каларский сельсовет, Таштагольский район, административно подчинён администрации города Таштагола
- 3759 км — железнодорожная будка Старотяжинского сельсовета Тяжинского района[3]
- 3805 км — железнодорожная будка Новомарьинского сельсовета Тяжинского района[3]
- 3817 км — железнодорожная будка Новомарьинского сельсовета Тяжинского района[3]

- Адыаксы — посёлок, Усть-Колзасского сельсовета
- Ажендарово — село Арсеновского сельсовета Крапивинского района[3]
- Аило-Атынаково — село Каменской сельской территории Крапивинского административного района.[2]
- Александровка — деревня Сусловского сельсовета, Мариинский район[3]
- Алексеевка — деревня, Чебулинский район
- Афанасьевка — деревня Троицкого сельсовета, Ижморский район[3]
- База — посёлок Пригородного сельсовета, Кемеровский район[3]
- Березовоярка — деревня Банновского сельсовета Крапивинского района[3]
- Бирюля — посёлок, Ур-Бедаревского сельсовета, Гурьевский район
- Ближний — посёлок Плотниковского сельсовета, Промышленновский район
- Богданово — посёлок Николаевского сельсовета, Мариинский район[3]
- Большой Ортон — посёлок, Междуреченского административного района.[2]
- Борки — деревня Шахтёрского сельсовета Яшкинского района[3]
- Бормотово (Плешки) — деревня, Окуневской сельской территории.[2]
- Боровушка — посёлок Салтымаковского сельсовета Крапивинского района[3]
- Букмыж — деревня в Тяжинском районе, упразднена в 1967 году[4]
- Верхний Ольжерас — посёлок Междуреченский район, административно подчинённому администрации города Междуреченска
- Верхняя Яя — деревня Таловского сельсовета Яшкинского района[3]
- Владимировка — деревня Таловского сельсовета Яшкинского района[3]
- Георгиевка — посёлок Терсинского сельсовета, Новокузнецкий район[3]
- Горелый — выселок в Тяжинском районе. Упразднён Решением ОИК № 480 от 4 ноября 1974 года.
- Елань — посёлок Сидоровского сельсовета, Новокузнецкий район
- Журавлёвка — посёлок Междуреченский район, административно подчинённому администрации города Междуреченска
- Ивановский — посёлок Усть-Колзасского сельсовета в Таштагольском районе[3]
- Ингол — посёлок, Усть-Кабырзинский сельсовет, Таштагольский район, административно подчиненн администрации города Таштагола
- Исаево — село Терсинского сельсовета;
- Калтырак — разъезд, Титовского сельсовета;
- Кизес — посёлок Ортонского сельсовета, Междуреченский район[3]
- Кожух — посёлок, находящийся в административном подчинении администрации рабочего посёлка Макаракский, Тисульский район
- Колбинушка — Новокузнецкий район [источник не указан 1682 дня]
- Кольцовка — деревня в Ижморском районе, упразднена в 1967[4].
- Комиссарово — деревня, Ягуновского сельсовета, Кемеровский район
- Красинский — посёлок, Тисульской сельской территории Тяжинского административного района.[2]
- Красный Яр — посёлок Большеталдинского сельсовета, Прокопьевский район
- Кумзас-на-Томи — посёлок Междуреченский район, административно подчинённому администрации города Междуреченска
- Кубаево — деревня Усть-Чебулинского сельсовета, Чебулинский район[3]
- Кундат — посёлок Тисульского района, в административном подчинении администрации рабочего посёлка Центральный[3]
- Лесная Дача — посёлок, Мариинский район
- Малый Берчикуль — деревня Берчикульского сельсовета Тисульского района[3]
- Нижний Шурочак — посёлок Лысинского сельсовета, Новокузнецкий район[3]
- Новоалександровка — деревня, Чебулинский район
- Новогеоргиевка — посёлок в Тисульском районе[5]
- Новоключевской — посёлок Звёздного сельсовета Кемеровского района.
- Новый Базас — посёлок Междуреченского административного района.[2]
- Пезаспо — посёлок в Крапивинский район [источник не указан 1682 дня]
- Поперечка — деревня в Тяжинском районе, упразднена в 1967 году[4]
- Посёлок Хлебозавода — посёлок в Прокопьевском районе[5]
- Почитанка — разъезд в Ижморском районе[3].
- Притаёжный — посёлок Берчикульского сельсовета Тисульского района[3]
- Пушкино — деревня Троицкого сельсовета, Ижморский район[3]
- Радужный — посёлок Новобачатского сельсовета Беловский район. Упразднён Законом Кемеровской области от 25 октября 2000 г. N 708 «Об исключении из учётных данных некоторых населённых пунктов Кемеровской области».
- Распадный — посёлок Междуреченский район, административно подчинённому администрации города Междуреченска
- Рубцовка — деревня в Прокопьевском районе . Основана в конце 1930-х годов. В конце 1970-х — начале 1980-х годов деревня Рубцовка исчезла как неперспективная.
- Рудзитовка — деревня в Тяжинском районе. Решением ОИК № 480 от 4 ноября 1974 года деревня исключена из учётных данных.
- Сага — посёлок Усть-Анзасского национального сельсовета в Таштагольском районе[3]
- Самарский Лог — посёлок в Таштагольском районе, в административном подчинении администрации посёлка Темиртау[3]
- Самсоновка — деревня, Акимо-Анненской сельской территории.[2]
- Сартаки — деревня Заринского сельсовета, Беловский район[6][3]
- Свобода — деревня Вагановского сельсовета в Промышленновском районе[3]
- Сибирский — посёлок, Тарасовской сельской территории Промышленновского административного района.[2]
- Средний Камзас — посёлок, Усть-Колзасского сельсовета
- Старопокровка — деревня в Яйском районе. Решением ОИК№ 150 от 3 мая 1988 года исключена из учётных данных.
- Сулуй — посёлок Красноорловского сельсовета, Мариинский район[3]
- Сухановка — Беловский район[4][7]
- Тайдонский — посёлок Салтымаковского сельсовета Крапивинского района[3]
- Таловка — посёлок Тисульского района, в административном подчинении администрации рабочего посёлка Центральный[3]
- Терёхино — посёлок разъезда, Яшкинский район[3]
- Тонгул — деревня в Мариинском районе[5]
- Уколь — деревня Малопесчанского сельсовета, Мариинский район[3]
- Успенка — деревня Постниковского сельсовета, Ижморский район
- Успенка — деревня Преображенского сельсовета, Тяжинский район[3]
- Урюп — посёлок Солдаткинского сельсовета, Тисульский район[3]
- Усть-Ортон — посёлок, Усть-Анзасского национального сельсовета, Таштагольский район, административно подчинён администрации города Таштагола
- Чёрный Калтан — посёлок в Новокузнецком районе[5].
- Чуланы — посёлок, Усть-Колзасского сельсовета
- Трубино — деревня, Яшкинский район
- Яя-Венедиктовка — деревня Дачно-Троицкого сельсовета, Яйский район[3]

### По городам
по р.п. Артышта
посёлок Вулкан и деревню Сухановка, административно подчинённые администрации рабочего посёлка Артышта;
по городу Новокузнецку
административно подчинённые посёлки Абагур, Таёжный, Чёрная Речка, Шахтёрский;
посёлки городского типа: Листвяги, Притомский;
по городу Тайга
административно подчинённый посёлок Яя-Водокачка.
разъезд Мазалово;
В 2001 году Законом Кемеровской области от 19 декабря 2001 года № 124-ОЗ «Об исключении из учётных данных Кемеровской области некоторых населённых пунктов» упразднены:
по городу Кемерово
посёлки: ст. Латыши, Пионерский, входящие в административно — территориальный состав рабочего посёлка Кедровка; (ранее — Старая Кедровка)
посёлки: Петровский, Петровка, шахты «Лапичевская», входящие в административно — территориальный состав рабочего посёлка Промышленновский;
посёлки Крутой (упразднён в 2001), Уклонка (в 1987 году), входившие в административно—территориальный состав п. Боровой;
посёлок Улус-Мозжуха, входящий в административно — территориальный состав г. Кемерово.
посёлки городского типа: Боровой, Кедровка, Пионер, Промышленновский, Ягуновский;
по городу Мыски
посёлки Гавань и Плотина Подобасского сельсовета.
В 2004 году Законом Кемеровской области от 08 октября 2004 года № 64-ОЗ «Об исключении из административно-территориального устройства Кемеровской области некоторых поселений» упразднены: